# 플럼라인생명과학
플럼라인생명과학(영어: Plumbline Life Sciences)은 대한민국의 바이오 기술 기반 동물의약품 기업이다. 구제역 3가 DNA 백신을 개발중에 있다.

## 역사
2025년 제3자배정 유상증자를 결정하였다.